# هندريك فان دن بيرغ
هندريك فـان دن بيرغ هو عسكري وسياسي هولندي، ولد في 1573 في مدينة بريمن في ألمانيا، وتوفي بنفس المكان في 12 مايو 1638.